# 정말 지독한 오후
《정말 지독한 오후》(영어: Truly Madly Guilty)은 리안 모리아티의 2016년 장편소설이다. 세 가족 간의 갈등과 문제를 다루고 있다. 대한민국에는 마시멜로에서 김소정 번역으로 출간되었다.

## 작품 소개
평범했던 일상이 한 순간에 뒤바뀌어 불편한 진실로 되돌아올 때, 우리는 과연 누구를 탓할 것인가!
《허즈번드 시크릿》, 《커져버린 사소한 거짓말》의 저자 리안 모리아티의 소설 『정말 지독한 오후』. 그동안 가족 이야기를 탁월하고 예리한 시선으로 풀어내며 작품성과 흥행성을 고루 인정받았던 전작들의 장점이 고스란히 담겨 있는 작품이다. 겉으로는 행복해 보이는 세 가족이 어느 날 벌어진 바비큐 파티를 기점으로 각자에게 감춰져 있던 문제들을 바라보게 되고, 붕괴와 위기, 불화와 갈등에 직면하게 되는 과정을 담고 있다. 저자는 이번 소설에서도 특유의 살아 있는 일상의 디테일함으로, 저마다 사연을 가진 중산층 가정의 이면을 낱낱이 해부한다. 
이야기는 정말 기억하기 싫은 바비큐 파티 날이라는 ‘과거’와 그 후의 일상이라는 ‘현재’가 교차 편집되면서 진행된다. 홀리와 루비라는 두 아이를 키우며 남부럽지 않게 살아가지만 눈치 채지 못하는 사이 권태기를 겪고 있는 클레멘타인과 샘, 결혼 전 서로가 가진 아픔을 이해하고 있지만 정작 털어놓지 못하는 비밀을 간직하고 있는 에리카와 올리버, 이 위기의 부부들은 다소 도발적인 재혼 가정의 부부와 함께 한 ‘두 달 전 그날’을 기점으로 걷잡을 수 없는 혼돈에 빠진다. 
클레멘타인은 결혼 생활에 위기의식을 느끼기 시작하고, 샘은 이따금씩 알 수 없는 분노에 휩싸인다. 에리카는 기억이 나지 않는 퍼즐을 맞추느라 괴로운 시간을 보내고, 올리버는 지독한 독감에 시달리며 초조해한다. 수수께끼 같은 하나의 사건을 두고 저마다 다른 반응을 보이는 여러 인물들의 시선 속에서 도대체 그날 무슨 일이 있었는지에 대한 궁금증은 증폭되고, 매순간 사사건건 시비가 붙었던 성질 고약한 이웃집 노인 해리가 죽은 시체로 발견되면서, 이야기는 섣불리 짐작할 수 없는 방향으로 흘러가는데…….